# Stonebeck Up
Stonebeck Up est une paroisse civile du Yorkshire du Nord, en Angleterre.